# Baloane și gupi
Baloane și gupi (în engleză: Bubble Guppies) este un serial de televiziune pentru copii CGI produs pentru Nickelodeon și creat de Jonny Belt și Robert Scull. Serialul este o combinație a genurilor sketch comedie, edutainment și muzicale și se învârte în jurul aventurilor subacvatice ale unui grup de preșcolari mersi pe nume Molly, Gil, Goby, Deema, Oona, Nonny și Zooli. Programul a avut premiera pe Nickelodeon pe 24 ianuarie 2011 și a rulat inițial timp de patru sezoane până la încheierea sa pe 21 octombrie 2016. Seria este produsă folosind software-ul Autodesk Maya 3D.
La aproape trei ani de la ultimul episod al rulării sale originale, a fost readus pentru un al cincilea sezon pe 4 iunie 2019, cu o comandă de 26 de episoade. Al cincilea sezon a avut premiera pe 27 septembrie 2019. Pe 19 februarie 2020, spectacolul a fost reînnoit pentru un al șaselea și ultim sezon, care a avut premiera pe 19 octombrie 2021.

## Personaje
- Molly
- Gil
- Goby
- Deema
- Oona
- Nonny